# Tháng 7 năm 2020
Trang này dành cho tin tức về các sự kiện xảy ra được báo chí thông tin trong tháng 7 năm 2020. Tháng này, sẽ bắt đầu vào thứ tư, và kết thúc vào thứ sáu sau 31 ngày.

## Thứ 4 ngày 1
- Nhà sản xuất máy bay Airbus có kế hoạch cắt giảm 15.000 việc làm trên toàn thế giới do cuộc khủng hoảng hàng không. Chỉ riêng ở Đức, khoảng 5.100 việc làm được cho là bị ảnh hưởng. (n-tv)
- Bộ trưởng Quốc phòng Đức Annegret Kramp-Karrenbauer đưa ra một chương trình cải tổ lực lượng Biệt kích đặc biệt Đức cho tới tháng 10 vì các sự cố cực hữu ở đó, và dọa sẽ giải thể nếu không có những cải thiện. (Spiegel)
- Đại dịch COVID-19
  - Kể từ thứ Tư 1/7, EU quyết định bắt đầu mở cửa biên giới cho 15 nước ngoài khối, trong đó có bốn nước châu Á là Trung Quốc, Nhật Bản, Hàn Quốc và Thái Lan nhưng không có Việt Nam. (BBC)
  - Cố vấn y tế Nhà Trắng Anthony Fauci cho rằng Mỹ đang "đi sai hướng" trong nỗ lực chống Covid-19 giữa lúc số ca nhiễm mới tăng đột biến ở nước này. (vnExpress)
  - Các ca nhiễm virus corona tăng hơn gấp đôi tại ít nhất 10 tiểu bang Mỹ gồm cả Florida và Texas. Arizona ghi nhận con số tăng cao nhất trong tháng, với 294%. Tiếp theo là South Carolina và Arkansas. Các ca nhiễm cũng tăng hơn gấp đôi tại Alabama, Nevada, North Carolina, Oklahoma và Utah. (VOA)
- Luật an ninh quốc gia Hồng Kông
  - Đài CGTN của Trung Quốc loan tin một nhóm gồm 52 nước bao gồm Pakistan, Myanmar, Ai Cập, Cameroon, Venezuela, Belarus do Cuba đại diện đã tuyên bố tại phiên họp thứ 44 của Hội đồng nhân quyền Liên Hợp Quốc ủng hộ luật an ninh quốc gia vừa có hiệu lực tại Hong Kong. Trước đó, 27 nước phương Tây đã lên tiếng phản đối luật mới. (Tuổi Trẻ)
  - Hôm nay, 01/07/2020, ngày cựu thuộc địa Anh Quốc được trao trả cho Trung Quốc, cảnh sát Hồng Kông thông báo vụ bắt giữ đầu tiên trong khuôn khổ luật an ninh quốc gia vừa được thông qua. (RFI)
  - Cảnh sát Hong Kong sử dụng vòi rồng và hơi cay, bắt giữ gần 200 người hôm thứ Tư 1/7, giữa lúc hàng ngàn người biểu tình đòi độc lập cho Hong Kong, bất chấp luật an ninh do Trung Quốc đưa ra. (VOA)
  - Để trả đũa việc Bắc Kinh ra luật về an ninh Hồng Kông, chính quyền Mỹ bắt đầu dỡ bỏ quy chế đặc biệt dành cho đặc khu, trước hết với việc đình chỉ xuất khẩu sang Hồng Kông các vũ khí, thiết bị quân sự và các công nghệ lưỡng dụng, có thể sử dụng cho mục tiêu dân sự và quốc phòng. (RFI)
- Trong một hội nghị qua cầu truyền hình với chủ đề « Hậu thuẫn cho tương lai Syria và khu vực », Liên Hợp Quốc kêu gọi các nhà tài trợ quyên góp 10 tỉ đô la, để trợ giúp 11 triệu người Syria trong nước, đa số đang bị nạn đói đe dọa, và 6,6 triệu người Syria đang tị nạn ở nhiều nơi trên thế giới. (RFI)

## Thứ 5 ngày 2
- Liên Hợp Quốc vừa công bố một bức thư mà hai Báo cáo viên Đặc biệt của họ gửi cho Chính phủ Việt Nam ngày 30/4/2020 về các hành vi hăm doạ, sách nhiễu và đàn áp nhiều người khi có ý định hoặc đã tham gia một hội nghị quốc tế ở Thái Lan có sự hiện diện của giới chức LHQ. (VOA)
- Bầu cử tổng thống Hoa Kỳ 2020
  - Hàng trăm quan chức từng làm việc cho cựu tổng thống George W. Bush thành lập siêu ủy ban hành động chính trị (Super PAC) để hậu thuẫn ứng viên Dân chủ Joe Biden. (vnExpress)
- Biểu tình George Floyd
  - Nolan Davis, 8 tuổi, tổ chức tuần hành, dẫn đầu hàng trăm trẻ em hô "Mạng người da màu cũng quan trọng" tuần hành qua khu dân cư ở Kirkwood, bang Missouri. (vnExpress)
  - Trump gọi việc thành phố New York sơn dòng chữ "Mạng sống người da màu quan trọng" lên Đại lộ thứ Năm trước Trump Tower của ông là "biểu tượng của sự thù ghét". (vnExpress)
- Đại dịch COVID-19
  - Mỹ ghi nhận hơn 48.000 ca nCoV trong 24 giờ qua, vượt mức kỷ lục ngày 26/6 và là mức tăng cao nhất từ khi Covid-19 bùng phát tại nước này. (vnExpress)
- Đặc phái viên Mỹ Brian Hook cảnh báo Washington có thể dùng biện pháp quân sự để ngăn Tehran sở hữu vũ khí hạt nhân. "Lựa chọn quân sự luôn được để ngỏ. Người dân Mỹ và Israel, cũng như cộng đồng quốc tế, nên biết rằng Tổng thống Donald Trump sẽ không bao giờ để Iran sở hữu vũ khí hạt nhân", đặc phái viên Mỹ phụ trách vấn đề Iran Brian Hook nói trong cuộc phỏng vấn tại Israel hôm 1/7. (vnExpress)

## Thứ 6 ngày 3
- Luật an ninh quốc gia Hồng Kông
  - Các nhà hoạt động vì dân chủ Hong Kong đang bàn kế hoạch thành lập một quốc hội lưu vong không chính thức để giữ cho ngọn lửa dân chủ vẫn tiếp tục cháy và gởi một thông điệp cho Trung Quốc rằng tự do không thể bị bóp nghẹt, nhà vận động Simon Cheng cho biết. (VOA)

## Thứ 2 ngày 6
- Đại dịch COVID-19
  - Trump tuyên bố trong bài phát biểu kỷ niệm Quốc khánh Mỹ hôm 4/7 chiến lược chống Covid-19 của Mỹ "đang đi đúng hướng" và 99% ca nhiễm nCoV ở quốc gia này "hoàn toàn vô hại". (vnExpress)

## Thứ 3 ngày 7
- Luật an ninh quốc gia Hồng Kông
  - TikTok rút lui khỏi Hong Kong. Facebook, WhatsApp, Twitter, Google và Telegram cho biết họ đang 'tạm dừng' hợp tác với chính phủ Hong Kong và các cơ quan thực thi pháp luật trong việc cung cấp thông tin người dùng. (BBC), (Spiegel)
- Đại dịch COVID-19
  - Ca nhiễm tại Mỹ, vùng dịch lớn nhất thế giới, đã vượt ba triệu với 3.026.872 trường hợp được xác nhận, trong khi 132.843 người đã tử vong, tăng lần lượt 50.440 và 294 ca trong 24 giờ qua. (vnExpress)
- Ít nhất 7 người chết và 46 người bị thương khi gom xăng từ chiếc xe bồn bị lật ở thị trấn miền bắc Pueblo Viejo, tỉnh Magdalena, Colombia. (vnExpress)
- Amy Cooper, phụ nữ da trắng gọi báo cảnh sát khi gặp người đàn ông da màu Christian Cooper tại công viên Central Park hồi tháng 5, sẽ bị truy tố vì báo cáo sai sự việc, cố "thao túng" hệ thống cảnh sát thường xuyên bị cho là cư xử nặng tay với người da màu. (vnExpress)
- Sinh viên nước ngoài sẽ không được phép ở lại Mỹ trong khóa học mùa thu này nếu trường đại học mà họ theo học chuyển hoàn toàn qua hình thức học trực tuyến (online), trừ khi chuyển sang khóa học có đến lớp. (BBC)
- Khoảng 60 nghị sĩ đảng Bảo thủ đe dọa sẽ cản trở chương trình nghị sự tại quốc hội của Johnson nếu ông không cam kết loại bỏ Huawei khỏi mạng 5G của Anh vào năm 2023. (vnExpress)
- Thủ tướng Canada Justin Trudeau từ chối lời mời của Trump đến Washington dự lễ ăn mừng Hiệp định Thương mại Tự do Bắc Mỹ với lý do bận việc. (vnExpress)
- Báo cáo viên Liên Hợp Quốc cho rằng việc Mỹ hạ sát tướng Iran Soleimani mà không có lý do chính đáng là hành động vi phạm luật quốc tế. (vnExpress)
- Tranh chấp đất đai tại Đồng Tâm
  - Vụ việc ở Đồng Tâm được Tòa án Nhân dân Thành phố Hà Nội dự kiến đưa ra xét xử vào tháng 8/2020, trong khi các luật sư tham gia bảo vệ quyền lợi cho những người bị bắt và bị truy tố nói với BBC đến nay họ vẫn chưa thể tiếp cận và tham khảo hồ sơ vụ án. (BBC)
- Bộ Công an đề xuất thống nhất 3 lực lượng gồm bảo vệ dân phố, dân phòng và công an xã bán chuyên trách thành 1 với tên gọi lực lượng bảo vệ an ninh, trật tự ở cơ sở. (Tuổi Trẻ)

## Thứ 4 ngày 8
- Tòa án tỉnh Lâm Đồng tuyên phạt Facebooker Nguyễn Quốc Đức Vượng, 29 tuổi, 8 năm tù về tội tuyên truyền chống phá nhà nước. Ông Phil Robertson, Phó Giám đốc phụ trách khu vực Á châu của tổ chức Theo dõi Nhân quyền (HRW) nói việc kết án tù Vượng là "quá mức, không thể chấp nhận được". (BBC)
- Hơn 4.000 người, bao gồm các chuyên gia môi trường, địa chất, kiến trúc sư, kinh tế gia, v.v... ký văn bản kiến nghị nhà nước Việt Nam xem xét lại dự án của Vingroup xây "khu đô thị du lịch lấn biển Cần Giờ" ở vùng ven biển thuộc thành phố Hồ Chí Minh. (VOA)
- Siem Reap, thành phố du lịch nổi tiếng của Campuchia, ra lệnh cấm buôn bán thịt chó, động thái được các nhà bảo vệ quyền động vật ca ngợi. (vnExpress)
- Tổng thống Mỹ Donald Trump đã chính thức khởi động thủ tục để Hoa Kỳ rút khỏi Tổ chức Y tế Thế giới (WHO) trong vòng một năm nữa. (RFI)
- Đại dịch COVID-19
  - 60.209 ca nhiễm mới nCoV được các bang tại Mỹ báo cáo hôm qua, mức tăng kỷ lục trong 24 giờ, nâng tổng số ca nhiễm tại nước này lên 2.991.351. Vùng dịch lớn nhất thế giới cũng báo cáo thêm 1.114 ca tử vong, nâng số người chết lên 131.362. (vnExpress)
  - Tổng thống Ba Tây Jair Bolsonaro bị nhiễm vi khuẩn corona mới sau khi thử nghiệm dương tính tại một bệnh viện quân đội ở thủ đô Brasília. TT Bolsonaro đã có các triệu chứng: bị sốt và đau nhức cơ thể. (ZDF)
  - Hơn 1,1 triệu người, trong đó có khoảng 24.000 sinh viên Việt, có thể bị ảnh hưởng khi chính quyền Trump yêu cầu sinh viên mang visa F-1 và M-1 về nước nếu chương trình học online 100%. (vnExpress)
  - Quy định về visa mới của Trump được cho là nhằm thúc đẩy chương trình nghị sự chống nhập cư lâu nay và buộc các trường học Mỹ phải mở cửa trở lại. (vnExpress)

## Thứ 5 ngày 9
- TP HCM sẽ giao đất nền, căn hộ và chi trả bằng tiền cho hơn 300 hộ dân thuộc khu 4,3 ha ngoài ranh quy hoạch Khu đô thị mới Thủ Thiêm trong tháng 9. (vnExpress)
- Nghị định 100/2019 áp dụng các mức phạt với hành vi không bật đèn tín hiệu từ 2020. Ôtô chuyển làn trên cao tốc không bật xi-nhan phạt tới 5 triệu. (vnExpress)
- Thi thể thị trưởng Park Won-soon, 64 tuổi, được tìm thấy trên núi Bukak ở phía bắc thủ đô Seoul, nhiều giờ sau khi ông được báo cáo mất tích. Theo đánh giá ban đầu, ông Park có thể đã tự tử. Nguyên nhân chính xác cái chết của ông đang được điều tra. (vnExpress)
- Tòa tối cao Mỹ ra phán quyết, công ty kế toán Mazars LLP phải giao hồ sơ tài chính, gồm kê khai thuế, của Trump cho công tố viên New York như một phần của cuộc điều tra hình sự có thể được tiến hành. (vnExpress)
- Luật an ninh quốc gia Hồng Kông
  - Australia thông báo đình chỉ hiệp ước dẫn độ với Hong Kong hôm nay sau khi Trung Quốc đại lục áp luật an ninh mới tại thành phố. (vnExpress)
- Đại dịch COVID-19
  - Theo thống kê của Reuters hôm 8/7, mức tăng số ca nhiễm mới trong 24 giờ qua đã nâng tổng ca nhiễm nCoV cả nước Mỹ vượt 3,1 triệu, trong đó gần 135.000 người chết. Đây cũng là ngày thứ hai liên tiếp ca nhiễm mới nCoV ở Mỹ vượt 60.000 và hơn 900 người chết. (vnExpress)
  - Hai đại học hàng đầu nước Mỹ, Harvard và MIT, đang kiện các cơ quan nhập cư về quyết định rút thị thực đối với những sinh viên nước ngoài đổi sang học hoàn toàn trực tuyến. (BBC)

## Thứ 6 ngày 10
- Bộ trưởng Bộ Công thương Vũ Huy Hoàng bị khởi tố bị cho là có liên quan đến vụ án tại Tổng công ty Bia, rượu, nước giải khát Sài Gòn (Sabeco). Cùng ngày bà Hồ Thị Kim Thoa, cựu thứ trưởng Bộ Công thương cũng bị khởi tố. (BBC)
- Đại dịch COVID-19
  - Cho tới tháng 6, Việt Nam có 30,8 triệu lao động bị "ảnh hưởng tiêu cực" bởi Covid-19 và có thể nhiều hơn vào cuối năm. "Bị ảnh hưởng", là những người lao động từ 15 tuổi trở lên mất việc, phải nghỉ giãn việc, nghỉ luân phiên hoặc có việc làm nhưng giảm giờ làm và thu nhập... Trong đó, số người bị giảm thu nhập chiếm tới 57,3%. (vnExpress)
  - Bang California đệ đơn kiện chính quyền liên bang vì chính sách buộc hàng nghìn sinh viên quốc tế rời Mỹ nếu các trường chỉ tổ chức học trực tuyến. (vnExpress)
- Mỹ thông báo trừng phạt nhiều quan chức Trung Quốc "vi phạm nhân quyền" với dân tộc thiểu số ở Tân Cương, gồm bí thư đảng ủy Trần Toàn Quốc. (vnExpress)

## Thứ 7 ngày 11
- Bộ Công an đã quyết định khởi tố ông Trần Vĩnh Tuyến, Phó Chủ tịch UBND TP HCM và ông Trần Trọng Tuấn, Phó Chánh văn phòng Thành ủy TP HCM để điều tra lliên quan vụ án "Vi phạm quy định về quản lý, sử dụng tài sản Nhà nước gây thất thoát, lãng phí" và "Tham ô tài sản" xảy ra tại Tổng Công ty Nông nghiệp Sài Gòn - TNHH MTV (Sagri). (BBC)
- Hà Lan kiện Nga ra Tòa án Nhân quyền châu Âu, cáo buộc Moskva liên quan tới vụ bắn hạ máy bay MH17 tại Ukraine năm 2014. (vnExpress)
- Tổng thống Mỹ giảm án cho đồng minh lâu năm Roger Stone, giúp ông này không phải ngồi tù sau khi lĩnh án vì tội khai man. (vnExpress)
- Hagia Sophia ban đầu là một nhà thờ, sau đó là nhà thờ Hồi giáo, rồi là bảo tàng. Một tòa án Thổ Nhĩ Kỳ hiện đã dọn đường cho kế hoạch biến di sản thế giới trở lại thành một nhà thờ Hồi giáo. EU và Unesco chỉ trích phán quyết này. (Welt)
- Đại dịch COVID-19
  - Thêm 346 người Việt Nam được bay từ thủ đô Washington của Mỹ về nước trong hai ngày 8 và 9 tháng 7. Trong khi đó, vẫn còn hơn 10.000 ngàn người Việt ở Mỹ đăng ký được hồi hương song hiện phải chờ đợi giữa lúc chưa có đường bay thương mại nào được thiết lập. (VOA)
  - Người hâm mộ bóng chày Nhật Bản kéo tới sân vận động xem các trận đấu đầu tiên sau nhiều tháng, bất chấp ca nhiễm nCoV ở Tokyo kỷ lục. (vnExpress)
  - Mỹ, vùng dịch lớn nhất thế giới, ghi nhận 3.283.121 ca nhiễm trong khi 136.520 người đã tử vong, tăng lần lượt 63.122 và 698 ca trong 24 giờ qua. (vnExpress)
- Biểu tình George Floyd
  - Vì kêu gọi ủng hộ Black Lives Matter (BLM), dân biểu tiểu bang Massachusetts Trâm Nguyễn bị lăng nhục và bị gọi là cộng sản, trong khi thương gia Lê Hoàng Nguyên tại Houston, Texas, còn bị một số người khủng bố tinh thần bằng cách hô hào phải treo cổ. (BBC), (Người Việt)

## Thứ 2 ngày 13
- Cơ quan Cảnh Sát Điều Tra Bộ Công An đã ra quyết định truy nã bà Hồ Thị Kim Thoa (60 tuổi), cựu thứ trưởng Bộ Công Thương, người trực tiếp ký hai văn bản chỉ đạo khiến tổng công ty Bia Rượu, Nước Giải Khát Sài Gòn (Sabeco) bán rẻ "đất vàng" cho tư nhân, do đã bỏ trốn khỏi nơi cư trú. (Người Việt)
- Đương kim tổng thống Ba Lan Andrzej Duda theo quan điểm bảo thủ đã thắng điểm không nhiều trước đối thủ thuộc phái cởi mở hơn, Rafal Trzaskowski. (BBC)
- Hoa Kỳ chuẩn thuận bán 105 máy bay chiến đấu tàng hình F-35 cho Nhật Bản. Ước tính hợp đồng bán này ở mức 23,11 tỷ USD, là hợp đồng đơn lẻ lớn thứ hai mà Hoa Kỳ bán cho nước ngoài. (BBC)
- Đại dịch COVID-19
  - Tòa Bạch Ốc nay đang mở chiến dịch triệt hạ uy tín của Bác sĩ Anthony Fauci, một thành viên trong toán đặc nhiệm chống COVID-19, qua việc cung cấp cho giới truyền thông danh sách những phát biểu của ông Fauci mà họ coi là sai lầm. (Người Việt)
  - Mười bảy bang và Quận Columbia (thủ đô Washington D.C.) đã kiện chính quyền Trump, tìm cách chặn một quy luật mới sẽ thu hồi thị thực của các sinh viên nước ngoài tham gia các lớp học hoàn toàn trực tuyến vào mùa thu. (NYT)

## Thứ 3 ngày 14
- Tranh chấp chủ quyền Biển Đông
  - Ngoại trưởng Mỹ Mike Pompeo bác bỏ hầu hết các tuyên bố chủ quyền của Trung Quốc về Biển Đông. Hai chuyên gia nhận định với VOA rằng lập trường do ông Pompeo đưa ra cho thấy Washington gia tăng sức ép trong cạnh tranh chiến lược với Bắc Kinh và bước đi này dọn đường cho Mỹ hành động "mạnh mẽ hơn" ở Biển Đông. (VOA)
- Đột quỵ, hay tai biến mạch máu não là bệnh lý do tình trạng một phần não bị tổn thương đột ngột do mạch máu nuôi não bị tắc nghẽn hoặc bị vỡ. Tại Việt Nam, ước tính hàng năm có khoảng 200.000 người bị đột qụy, khoảng 50% trong số đó tử vong. (vnExpress)
- Trận mưa lớn kéo dài hơn 1 giờ đồng hồ đổ xuống TP Đà Lạt và huyện Lạc Dương (Lâm Đồng) làm nhiều tuyến đường chìm trong biển nước. Nhà kính phát triển ồ ạc, phá rừng, bê tông hóa đã làm mất đi điều kiện tự nhiên vốn có của nó. (NLD)
- Đại dịch COVID-19
  - Theo một phân tích mới, đại dịch coronavirus đã tước đi bảo hiểm y tế của khoảng 5,4 triệu người Mỹ trong khoảng từ tháng 2 đến tháng 5, một giai đoạn mà nhiều người tuổi thành niên không được bảo hiểm vì mất việc làm. (NYT)
  - Bang California tái đóng cửa phần lớn các cơ sở kinh doanh sau một tháng mở lại, do số ca nhiễm nCoV tăng mạnh. California ghi nhận thêm hơn 8.300 ca nhiễm nCoV mới trong ngày, nâng tổng số ca lên gần 330.000, trong đó hơn 7.000 ca tử vong. (vnExpress)
  - Hai căn cứ quân sự quan trọng của Mỹ ở Okinawa, miền nam Nhật Bản, đã bị phong tỏa sau khi có hơn 60 lính thủy quân lục chiến Mỹ bị nhiễm virus corona những ngày gần đây. Thống đốc Okinawa, Denny Tamaki đã yêu cầu chỉ huy lực lượng Mỹ đưa ra những biện pháp phòng chống nghiêm ngặt, và minh bạch trong việc thông báo cho chính quyền địa phương về tình hình lây nhiễm trong các căn cứ Mỹ. (RFI)
  - Tokyo kêu gọi hơn 800 khán giả xét nghiệm Covid-19, sau khi ghi nhận ít nhất 20 ca nhiễm liên quan tới buổi biểu diễn của một ban nhạc. (vnExpress)
- Iran và Trung Quốc đã bí mật soạn thảo một kế hoạch đối tác kinh tế và an ninh, mở đường cho Bắc Kinh đầu tư nhiều tỉ đô la vào năng lượng và các lĩnh vực khác ở Iran, nhằm vô hiệu hóa những nỗ lực của tổng thống Mỹ Donald Trump trong việc cô lập chính quyền Teheran trước những tham vọng của Iran về hạt nhân và quân sự. (RFI)
- Đáp trả lệnh trừng phạt của Washington nhắm vào ông Trần Toàn Quốc (Chen Quanguo) 64 tuổi, ủy viên Bộ Chính trị, bí thư Tân Cương cùng với ba quan chức cao cấp khác, bị cáo buộc trấn áp người Duy Ngô Nhĩ, Trung Quốc thông báo cấm nhập cảnh đối với ba nghị sĩ Mỹ là Marco Rubio, Ted Cruz, Chris Smith và một quan chức bộ Ngoại giao Mỹ là Sam Brownback. (RFI)
- Bộ Ngoại giao Trung Quốc tuyên bố nước này sẽ áp đặt các lệnh trừng phạt với nhà sản xuất vũ khí Lockheed Martin của Mỹ vì tham gia thương vụ mới nhất bán vũ khí cho Đài Loan. (Tuổi Trẻ)
- Ngập lụt kỷ lục tại miền trung và đông Trung Quốc đã làm cho 140 người chết và mất tích. Nước sông Dương Tử đã vượt qua mức thứ ba cao nhất tại thành phố Vũ Hán, có đến 11 triệu dân. Ba mươi ba nhánh sông lớn đã chạm đến mức kỷ lục. Nhiều lệnh báo động đã được đưa ra tại 433 con sông nhỏ. (RFI)
- Bầu cử tổng thống Hoa Kỳ 2020
  - Cố vấn Nhà trắng Peter Navarro tuyên bố, Trung Quốc đã gửi một "vũ khí virus" để nhắm vào Hoa Kỳ, đồng thời đề cập đến ứng cử viên tổng thống của Đảng Dân chủ Joe Biden là "ứng cử viên của Đảng Cộng sản Trung Quốc". (Newsweek)

## Thứ 4 ngày 15
- Một nguồn thạo tin trong ngành dầu khí cho hay Tập đoàn Dầu khí Việt Nam (PetroVietnam) đã đồng ý trả khoảng một tỷ đô la cho Repsol của Tây Ban Nha và Mubadala của Các Tiểu vương quốc Ả Rập Thống nhất sau khi hủy các dự án của họ trên Biển Đông vì áp lực từ Trung Quốc. (BBC)
- Luật an ninh quốc gia Hồng Kông
  - Trump ký sắc lệnh tước những ưu đãi thương mại của Hong Kong và thông qua đạo luật cho phép trừng phạt các ngân hàng tại đặc khu. (vnExpress)
  - Báo New York Times của Mỹ chuyển bộ phận tin tức điện tử ở Hong Kong sang Hàn Quốc do lo ngại luật an ninh Trung Quốc vừa ban hành. (vnExpress)
- Các hãng cung cấp dịch vụ điện thoại di động của Vương quốc Anh bị cấm mua thiết bị mới 5G của Huawei sau ngày 31/12 và họ cũng phải gỡ bỏ tất cả bộ thiết bị 5G của hãng này khỏi mạng lưới của họ vào năm 2027. (BBC)
- Bầu cử tổng thống Hoa Kỳ 2020
  - Nhiều kênh truyền hình Mỹ cắt sóng cuộc họp báo về đạo luật trừng phạt Trung Quốc của Trump, khi ông chuyển sang chỉ trích đối thủ Biden. (vnExpress)
- Nhà Trắng đã hủy kế hoạch cấm du học sinh ở lại Mỹ nếu trường của họ chỉ học trực tuyến vào mùa thu tới đây, một thẩm phán cho biết. (vnExpress)
- Azerbaijan và Armenia giao tranh ở biên giới tranh chấp suốt ba ngày, khiến 15 quân nhân hai bên, trong đó có một tướng chỉ huy, thiệt mạng. (vnExpress)

## Thứ 5 ngày 16
- Cơ quan CSĐT gửi văn bản tới các cơ quan chức năng có thẩm quyền đề nghị xem xét, xử lý về kỷ luật Đảng, chính quyền đối với ông Cao Quốc Hưng, thứ trưởng Bộ Công thương liên quan đến sai phạm quyền sử dụng khu đất 2-4-6 Hai Bà Trưng (quận 1, TP.HCM). (Tuổi Trẻ)
- Bộ Y tế và Bộ Ngoại giao Anh ký bản ghi nhớ triển khai Chương trình Nâng cao Sức khỏe, trong đó, Anh cung cấp hỗ trợ kỹ thuật không hoàn lại tới 2022. (vnExpress)
- Nước lũ dâng cao ở hồ Bà Dương nối với sông Trường Giang, tỉnh Giang Tây khiến nhiều đoạn đê bao bị vỡ, ảnh hưởng đến hàng triệu người. (vnExpress)
- Bộ Ngoại giao Trung Quốc nói rằng Ngoại trưởng Mỹ Pompeo được chào đón đến Tân Cương để chứng kiến khu vực này "không xảy ra vi phạm nhân quyền". (vnExpress)
- Biểu tình George Floyd
  - Trump bày tỏ sự không hài lòng, cho rằng "người da trắng còn bị giết nhiều hơn" khi được hỏi về bạo lực cảnh sát với người da màu. Một nghiên cứu công bố năm 2018 cho thấy người da màu có khả năng bị cảnh sát sát hại cao gấp 3,5 lần so với người da trắng. (vnExpress)
- Đại dịch COVID-19
  - Nhà dịch tễ học hàng đầu nước Mỹ gọi những chỉ trích của Nhà Trắng nhắm vào ông là "kỳ quặc", đề nghị "chấm dứt chuyện vô nghĩa này". (vnExpress)

## Thứ 6 ngày 17
- Liên doanh Rosneft Việt Nam đã hủy một hợp đồng khoan với Noble Corporation, xuất phát từ sức ép của Trung Quốc. (BBC)
- Phát hành hôm 14/07/2020, cuốn Too Much and Never Enough – Quá nhiều và không bao giờ đủ của Mary Trump, về đương kim chủ nhân Nhà Trắng, đã bán ra được 950.00 ấn bản nội trong ngày đầu.(RFI),  (Spiegel)
- Đại dịch COVID-19
  - Mỹ hôm 16/7 báo cáo thêm 77.217 ca nhiễm mới nCoV, vượt mức tăng kỷ lục 69.070 ca hôm 10/7, nâng số người nhiễm cả nước lên hơn 3,6 triệu. Nước này hiện ghi nhận hơn 140.000 ca tử vong do nCoV, tăng gần 1.000 trường hợp so với một ngày trước đó. (vnExpress)
  - Anh Quốc, Hoa Kỳ và Canada vào hôm qua, 16/07/2020, đã lên tiếng tố cáo một nhóm tin tặc Nga, được biết dưới tên APT29, đã tấn công vào các viện bào chế, trung tâm nghiên cứu của Anh, Canada và Mỹ. (RFI)

## Thứ 7 ngày 18
- Liên đoàn Bóng đá Thế giới (FIFA) vừa ra quyết định cấm 11 cầu thủ của Câu lạc bộ bóng đá Đồng Tháp (U21) thi đấu trên toàn thế giới vì tham gia dàn xếp tỉ số. (VOA)
- Chân dung chính thức của hai cựu tổng thống Bill Clinton và George W. Bush bị gỡ khỏi sảnh chính vào Nhà Trắng và chuyển vào phòng khác. (vnExpress)
- Trump chỉ trích cháu gái Mary "không trung thực" và "phạm luật" sau nhiều ngày im lặng về cuốn hồi ký mới được xuất bản của cô. (vnExpress)
- Đại dịch COVID-19
  - Trump cho hay sẽ không ra chỉ thị yêu cầu người Mỹ đeo khẩu trang và không tin việc che mặt sẽ giúp kiềm chế nCoV lây lan, khi được hỏi liệu ông có xem xét ban hành một chỉ thị quốc gia, yêu cầu mọi người Mỹ đeo khẩu trang để kiểm soát Covid-19 hay không. (vnExpress)
  - Bộ Nông nghiệp Hà Lan ngày 17/07/2020 thông báo đây là nông trại thứ 25 phải có biện pháp triệt để nhằm ngăn chận virus corona lây lan. Tới nay, hơn một triệu con bò rừng đã bị tiêu diệt ở Hà Lan từ đầu mùa dịch Covid-19, sau khi phát hiện "rất có thể 2 nhà chăn nuôi bị nhiễm từ giống bò này".  (RFI)

## Chủ nhật ngày 19
- Tranh chấp chủ quyền Biển Đông
  - Đại diện các nước ASEAN cảm ơn sự ủng hộ của Mỹ trong nỗ lực duy trì luật pháp quốc tế, sau khi ủy ban quốc hội Mỹ bác bỏ yêu sách của Trung Quốc ở Biển Đông. (vnExpress)
- Luật an ninh quốc gia Hồng Kông
  - Phần lớn các ứng cử viên vào nghị viện Hồng Kông, thuộc giới tranh đấu đòi tự do dân chủ, đã bày tỏ rõ ràng thái độ của họ là không chấp nhận việc phải ký giấy xác nhận tôn trọng luật an ninh cùng là trung thành với chính quyền Hồng Kông. (Người Việt)
  - Tòa Tối cao Anh Quốc, hôm qua, 17/07/2020, thông báo các thẩm phán của Tòa tại Hồng Kông sẽ từ nhiệm nếu « độc lập tư pháp » không được bảo đảm, sau khi Bắc Kinh áp đặt Luật an ninh quốc gia. (RFI)
- Bầu cử tổng thống Hoa Kỳ 2020
  - Trump "nổ phát súng" đầu tiên trên mặt trận mới với Biden, khi muốn sửa đổi đạo luật môi trường để mở đường phát triển kinh tế. (vnExpress)
  - Donald Trump tranh cãi với nhà phỏng vấn Fox News,Chris Wallace, sau khi ông bị thách thức về một tuyên bố sai lầm rằng Joe Biden muốn ngưng cung cấp tài chính cho cảnh sát. (theguardian)

## Thứ 2 ngày 20
- Trang cá nhân của blogger, nhà báo tự do Phạm Đoan Trang đưa cáo buộc nhắm vào bà Nguyễn Phương Hoa, đồng sự tại Nhà xuất bản Tự Do, "biển thủ hàng chục ngàn đô." (Người Việt)
- Ủy ban Kiểm tra Trung ương vừa phát đi thông báo kỳ họp 46, theo đó quyết định khiển trách, cảnh cáo một số sĩ quan cấp tướng, tá Quân khu 2 và Quân đoàn 4. (plo)
- Bộ trưởng Văn phòng Thủ tướng Thái Lan từ chức, trở thành người thứ 5 trong nội các của ông Prayut Chan-ocha từ chức trong 5 ngày, mở đường cho việc cải tổ nội các. (vnExpress)
- Hàng ngàn người biểu tình chống chính phủ tụ tập tại thủ đô của Thái Lan vào ngày thứ Bảy để kêu gọi thông qua hiến pháp mới, tổ chức các cuộc bầu cử mới và chấm dứt các luật mang tính áp chế. (VOA)
- Cướp biển bắt cóc hơn 10 thủy thủ người Nga và Ukraine trên tàu chở dầu của Hy Lạp ngoài khơi biển Benin ở Tây Phi. (vnExpress)
- Đại sứ quán Nhật Bản tại Hà Nội cho biết "Việt Nam có khoảng 400.000 lao động", "xếp thứ hai" trong số các nước có nhiều lao động và "đóng góp đáng kể cho nền kinh tế Nhật Bản". Tuy nhiên, Việt Nam đang giữ vị trí số một về số người cư trú bất hợp pháp, số thực tập sinh kỹ năng bỏ trốn và số vụ bắt giữ do vi phạm Luật hình sự ở Nhật Bản". (VOA)
- Thủ hiến bốn tiểu bang của Đức đã kêu gọi các thành viên Quốc hội Hoa Kỳ chặn kế hoạch rút quân Mỹ khỏi Đức. (VOA)
- Tranh chấp chủ quyền Biển Đông
  - Mỹ dọa trừng phạt những tập đoàn Trung Quốc tham gia áp đặt các yêu sách chủ quyền phi pháp tại Biển Đông, trong số những tập đoàn nhà nước bị nêu tên có Tổng Công ty Dầu Khí Quốc gia Trung Quốc (CNOOC), vì cho cắm giàn khoan HD-981 trong vùng biển của Việt Nam trong năm 2014. (RFI)
- Chính phủ Anh Quốc đề nghị Tokyo hỗ trợ trong việc xây dựng mạng lưới viễn thông không dây 5G tại Anh. Hai tập đoàn điện tử Nhật Bản là NEC và Fujitsu sẽ thế chỗ của tập đoàn Trung Quốc.Hoa Vi. (RFI)
- Ngoại trưởng Anh Dominic Raab tố cáo Trung Quốc có những « vi phạm trầm trọng về nhân quyền », qua việc tống giam một triệu người Duy Ngô Nhĩ trong các trại cải tạo ở Tân Cương với cớ chống khủng bố, cưỡng bức triệt sản. (RFI)
- Bộ Kinh Tế, Thương mại và Công nghiệp Nhật Bản thông báo danh sách 87 tập đoàn đầu tiên được chính phủ hỗ trợ để di dời cơ sở khỏi Hoa Lục. Đây mới chỉ là bước đầu tiên trong kế hoạch di dời các nhà máy sản xuất của Nhật Bản khỏi Trung Quốc. Đông Nam Á, trong đó có Việt Nam, sẽ là những bãi đáp mới cho doanh nghiệp Nhật Bản. (RFI)
- Bầu cử tổng thống Hoa Kỳ 2020
  - Trích dẫn các thông tin tình báo, ứng viên tranh cử tổng thống đảng Dân Chủ, ông Biden ngày 18/07/2020 cho biết là Nga và Trung Quốc đang tích cực tiến hành những mưu đồ can thiệp vào cuộc bầu cử sắp diễn ra ở Mỹ vào tháng 11 tới đây. (RFI)
  - Trump cho rằng Biden chỉ dẫn trước ông trong những cuộc thăm dò giả và từ chối nói liệu ông có chấp nhận nếu Biden đắc cử tổng thống. Theo kết quả thăm dò công bố ngày 19/7, 55% số cử tri đã đăng ký ủng hộ cựu phó tổng thống Joe Biden trong khi tỷ lệ này dành cho Trump là 40%. (vnExpress)
- Đại dịch COVID-19
  - 39 người bị bắt giam sau khi tấn công cảnh sát tại một "bữa tiệc nCoV" với hàng nghìn người tham gia ở thành phố Frankfurt, Đức. 5 cảnh sát bị thương trong vụ bạo loạn xảy ra vào khoảng 3h sáng 19/7, khi họ nỗ lực ngăn chặn một cuộc xô xát liên quan đến khoảng 30 người tại quảng trường Opera lịch sử ở Frankfurt. (vnExpress)
  - Một loại vắc-xin virus corona có tên ChAdOx1 nCoV-19 do Đại học Oxford nghiên cứu phát triển dường như an toàn và tạo được phản ứng miễn dịch. Thử nghiệm liên quan đến khoảng 1.077 người cho thấy việc tiêm vắc-xin đã khiến họ tạo ra kháng thể và tế bào bạch cầu có thể chống lại virus corona. (BBC)
- Biểu tình George Floyd
  - Bộ trưởng Tư pháp của tiểu bang Oregon đệ đơn kiện chính phủ liên bang Hoa Kỳ, cáo buộc chính quyền giam giữ người biểu tình một cách bất hợp pháp. (BBC)
  - Thị trưởng Portland, tiểu bang Oregon một lần nữa kêu gọi quân đội liên bang rời khỏi thành phố, tố cáo họ về các chiến thuật đàn áp người biểu tình. (BBC)
- Bất chấp những chỉ trích mạnh mẽ về hành động của họ chống lại người biểu tình ở Portland, chính quyền liên bang Hoa Kỳ muốn duy trì sự hiện diện của họ trong thành phố. Việc sử dụng các nhân viên an ninh và xe cộ dân sự không có gì là không bình thường. (Spiegel)
  - Các nhà tổ chức một cuộc đình công của công nhân quốc gia nói rằng hàng chục ngàn người ở hơn 20 thành phố của Mỹ sẽ nghỉ việc hôm 20/7 để phản đối sự phân biệt chủng tộc có hệ thống và bất bình đẳng kinh tế ngày càng trở nên tồi tệ hơn trong đại dịch COVID-19. (VOA)

## Thứ 3 ngày 21
- Cảnh sát Malaysia bắt một nhóm nghi phạm người Việt liên quan đến ít nhất 6 vụ đột nhập vào các siêu thị và tiệm kim hoàn trộm tài sản. (vnExpress)
- Trung Quốc dự tính sẽ có các biện pháp trả đũa nhắm vào hai tập đoàn thiết bị viễn thông Nokia và Ericsson, nếu Liên Hiệp Châu Âu theo chân Mỹ và Anh loại Hoa Vi ra khỏi chương trình phát triển mạng viễn thông 5G. (RFI)
- Quan hệ Hoa Kỳ – Trung Quốc
  - Bộ Thương mại Mỹ thông báo đưa 11 doanh nghiệp Trung Quốc vào danh sách trừng phạt vì cáo buộc vi phạm nhân quyền với người Duy Ngô Nhĩ tại Tân Cương. (vnExpress)
- Biểu tình George Floyd
  - Sau khi Bộ An ninh Nội địa Mỹ (DHS) triển khai lực lượng biên phòng và cảnh sát tư pháp tới đối phó biểu tình ở thành phố Portland, bang Oregon tuần trước, Tổng thống Mỹ Donald Trump hôm 20/7 cho biết ông có thể hành động tương tự ở các thành phố khác có thị trưởng là thành viên đảng Dân chủ. (vnExpress)
- Đại dịch COVID-19
  - Liện hiệp châu Âu đã thỏa hiệp được các điều kiện cho quỹ phục hồi kinh tế và ngân sách lớn lên đến gần 2.000 tỉ euro sau những ngày đàm phán đầy căng thẳng. (Tuổi Trẻ)

## Thứ 4 ngày 22
- Cơ quan An ninh điều tra đã khởi tố, ra lệnh tạm giam 3 cá nhân có hành vi chiếm đoạt tài liệu mật trong vụ án "Công ty Nhật Cường", 1 cán bộ Phòng Thư ký biên tập, Tổ giúp việc, tài xế của ông Nguyễn Đức Chung, chủ tịch UBND TP Hà Nội cũng như 1 công an thuộc Cục Cảnh sát điều tra tội phạm về kinh tế, tham nhũng và buôn lậu Bộ Công an (C03). (BBC)
- Quan hệ Hoa Kỳ – Trung Quốc
  - Hoa Kỳ yêu cầu lãnh sự quán Trung Quốc ở Houston đóng cửa trong vòng ba ngày, lấy lý do cần phải bảo vệ quyền sở hữu trí tuệ và thông tin cá nhân của người Mỹ. (VOA)
  - Thượng nghị sĩ Marco Rubio, quyền chủ tịch Ủy ban Tình báo Thượng viện Mỹ, khẳng định Tổng lãnh sự quán Trung Quốc ở Houston, bang Texas, vừa bị yêu cầu đóng cửa là một "bình phong" cho hoạt động gián điệp. (Tuổi Trẻ)
- Tranh chấp chủ quyền Biển Đông
  - Trong bài phát biểu đặc biệt tối 21-7, ông Mark Esper khẳng định Washington sẽ tiếp tục hoạt động ở Biển Đông để ngăn cản các hành vi cưỡng ép nước nhỏ của Trung Quốc và nhấn mạnh 'không ai ngăn cản được Mỹ tới Biển Đông'. (Tuổi Trẻ)
- Đại dịch COVID-19
  - Mỹ ghi nhận hơn 1.000 người chết vì nCoV trong 24 giờ qua, mức tăng cao nhất kể từ đầu tháng 6. Số ca tử vong ở Mỹ đạt đỉnh hồi tháng 4 với trung bình 2.000 người/ngày, sau đó giảm dần còn trung bình 1.300 người/ngày vào tháng 5 và dưới 800 người/ngày vào tháng 6. (vnExpress)
  - California báo cáo kỷ lục hơn 11.800 ca nhiễm mới nCoV trong 24 giờ qua, khiến tổng ca nhiễm của bang này với gần 400.000 ca nhiễm nCoV cao hơn cả Nam Phi, vùng dịch thứ năm thế giới. Bang này hiện ghi nhận hơn 7.700 người chết do nCoV, tăng khoảng 50 ca so với một ngày trước đó. (vnExpress)
  - Trump cho biết khẩu trang có tác dụng trong việc phòng chống Covid-19, kêu gọi người dân sử dụng và ông cũng sẽ làm vậy. Sự thay đổi trong cách tiếp cận Covid-19 của Trump xảy ra trong bối cảnh số ca nhiễm nCoV tăng mạnh tại nhiều bang trên cả nước, bao gồm những bang quan trọng về chính trị như Florida, Texas và Arizona. (vnExpress)
  - Chủ tịch Hạ viện Mỹ Nancy Pelosi gọi nCoV là "virus Trump" khi bà bình luận về cách ứng phó đại dịch của chính quyền đương nhiệm. (vnExpress)
  - Nhà hàng Apple Bistro ở California bị giới chức địa phương cảnh báo vì nhân viên không đeo khẩu trang và từ chối phục vụ nếu khách hàng che mặt. (vnExpress)
  - Bộ Y tế Nhật Bản chấp thuận sử dụng dexamethasone, một loại thuốc steroid để điều trị người nhiễm nCoV. Đây là phương pháp chữa Covid-19 thứ hai được Nhật chấp thuận, sau thuốc kháng virus remdesivir. (vnExpress)
- Biểu tình George Floyd
  - Bộ trưởng Quốc phòng Mỹ Mark Esper bày tỏ quan ngại khi đặc vụ liên bang mặc quân phục như binh sĩ khi đối phó biểu tình ở các bang. (vnExpress)
- Bầu cử tổng thống Hoa Kỳ 2020
  - Nhiều chuyên gia, cựu nghị sĩ, chiến lược gia chính trị, học giả và nhà sử học cũng ngày càng nhiều người lo ngại về nguy cơ rối loạn sau cuộc bầu cử tổng thống Mỹ vào tháng 11, khi các hành vi "không theo khuôn phép" của Tổng thống Donald Trump cùng với những thách thức chưa từng có của việc bỏ phiếu giữa Covid-19 có thể đẩy nước Mỹ vào khủng hoảng. (vnExpress)
- Không quân Ấn Độ muốn hủy kế hoạch mua hệ thống phòng không NASAMS-2 trị giá gần 2 tỷ USD của Mỹ vì cho rằng chi phí quá cao. (vnExpress)

## Thứ 5 ngày 23
- Đại sứ Mỹ cho biết nước này muốn hỗ trợ ngư dân Việt trước đe dọa phi pháp trên biển, khi hai nước ký bản ghi nhớ về tăng cường năng lực thực thi pháp luật thủy sản và quản lý nghề cá. (vnExpress)
- Cơ quan lập pháp của Đài Loan ngày 22-7 thông qua đề xuất đổi tên hãng hàng không lớn nhất của hòn đảo này, China Airlines, để tránh nhầm lẫn với các hãng bay của Trung Quốc đại lục. (Tuổi Trẻ)
- Các đại công ty bao gồm Nike phải đối mặt với lời kêu gọi ngày gia tăng nhằm cắt đứt quan hệ với các nhà cung cấp được cho là đang sử dụng "lao động cưỡng bức" từ người Uighur ở Trung Quốc. (BBC)
- Đại dịch COVID-19
  - Mỹ báo cáo hơn 3,95 triệu ca Covid-19 vào tối 22/7, tăng gần một triệu người nhiễm so với hai tuần trước. (vnExpress)
  - California vượt qua New York trở thành bang ghi nhận ca nhiễm nhiều nhất nước. Thống đốc Gavin Newsom thông báo ngày 22/7 rằng số người nhiễm tại bang tăng kỷ lục 12.807 ca trong 24 giờ, nâng tổng số lên 413.576. Tuy nhiên, số người chết ở California chỉ bằng 1/3 của New York, nơi ghi nhận hơn 25.000 ca tử vong. (vnExpress)
  - Hiệp hội y tá Mỹ xếp 164 đôi giày trắng bên ngoài tòa nhà quốc hội Mỹ để tưởng nhớ các đồng nghiệp của họ đã chết vì Covid-19. (vnExpress)
  - Công ty dược phẩm Astrazeneca,một trong những công ty dẫn đầu trong việc thử nghiệm vắc xin ngừa corona, cho là có thể ra mắt thị trường trong năm nay - với giá 2,50 euro mỗi đơn vị, giá bằng tiền công sản xuất, trong khi một hãng khác của Trung Quốc cũng đang cho thử nghiệm ở Brasil. (n-tv)
- Quan hệ Hoa Kỳ – Trung Quốc
  - Cục Điều tra liên bang Mỹ (FBI) cho rằng một nhà nghiên cứu Trung Quốc, bị buộc tội gian lận thị thực để che giấu mối quan hệ với quân đội Trung Quốc, đã trốn trong lãnh sự quán Trung Quốc tại San Francisco (Mỹ) suốt một tháng qua. (Tuổi Trẻ)
- Biểu tình George Floyd
  - Trump công bố kế hoạch điều đặc vụ liên bang tới thành phố Chicago và Albuquerque, nơi các thị trưởng Dân chủ lãnh đạo, để dẹp làn sóng bạo lực. (vnExpress)
  - Tổng thống Mỹ thực hiện lời đe dọa của mình và gửi các đơn vị cảnh sát liên bang đến các thành phố lớn khác. Các thị trưởng liên quan cho biện pháp này là để đánh lạc hướng. Theo họ Trump muốn che đậy thất bại của chính mình trong cuộc chiến chống lại đại dịch Corona. (DW)

## Thứ 6 ngày 24
- Luật an ninh quốc gia Hồng Kông
  - 27 quốc gia thuộc Liên minh châu Âu EU ngày 24/7 đồng ý loạt biện pháp trừng phạt nhằm thể hiện "quan ngại sâu sắc" với luật an ninh Hong Kong của Trung Quốc. Các biện pháp này bao gồm hạn chế thương mại và xem xét lại các thỏa thuận thị thực với đặc khu hành chính Hong Kong. (vnExpress)
- Quan hệ Hoa Kỳ – Trung Quốc
  - Trung Quốc yêu cầu đóng Tổng lãnh sự quán Mỹ ở Thành Đô, thủ phủ tỉnh Tứ Xuyên, để đáp trả việc Mỹ đóng Tổng lãnh sự quán ở Houston. (vnExpress)
- Bầu cử tổng thống Hoa Kỳ 2020
  - Trong cuộc họp báo ở Nhà Trắng về tình hình dịch bệnh COVID-19, Tổng thống Mỹ Donald Trump thông báo sẽ hủy đại hội Đảng Cộng hòa ở Jacksonville, bang Florida do số ca bệnh tăng mạnh ở Mỹ. (Tuổi Trẻ)

## Thứ 7 ngày 25
- Quan hệ Hoa Kỳ – Trung Quốc
  - Nghiên cứu viên Trung Quốc, bị cáo buộc trốn lệnh bắt của nhà chức trách Mỹ vì gian lận thị thực, ẩn trốn nhiều tuần bên trong lãnh sự quán Trung Quốc ở San Francisco hiện đã bị Mỹ bắt giữ và dự kiến ra tòa vào ngày 24-7. Juan Tang là một trong bốn nhà khoa học Trung Quốc bị Mỹ truy tố mới nhất vì mối quan hệ của họ với quân đội Trung Quốc.(Tuổi Trẻ)
- Tranh chấp chủ quyền Biển Đông
  - Úc gửi công hàm lên Liên Hợp Quốc (LHQ) bác bỏ tất cả các yêu sách của Trung Quốc trái với Công ước Liên Hợp Quốc về Luật biển năm 1982 (UNCLOS), cụ thể là các yêu sách vùng biển không tuân thủ quy định công ước về đường cơ sở, các vùng biển và phân loại những thực thể". (Tuổi Trẻ)
- Biểu tình George Floyd
  - Thành phố Chicago hôm 24/7 tạm thời hạ bệ hai bức tượng của nhà thám hiểm Christopher Columbus và loan báo sẽ đánh giá lại tính phù hợp của tất cả các di tích của thành phố, một tuần sau khi những người biểu tình tìm cách giật sập một trong những bức tượng. (VOA)

## Chủ nhật ngày 26
- Đại dịch COVID-19
  - Cơ quan quản lý hàng không Hoa Kỳ (FAA) ra lệnh kiểm tra van động cơ 2.000 máy bay Boeing phải đậu ở mặt đất do dịch Covid-19. Quyết định được đưa ra hôm 24/07/2020 sau khi phát hiện ra những máy bay Boeing 737 NG và Classic không vận hành ít nhất bảy ngày đã có những sự cố ở van động cơ. (RFI)
  - Triều Tiên thông báo trường hợp nghi ngờ chính thức đầu tiên. Kim Jong Un tuyên bố "tình trạng báo động tối đa". Thành phố Kaesong ở biên giới với Hàn Quốc đã hoàn toàn bị phong tỏa. (Spiegel)
  - Do số ca nhiễm corona ở nước này ngày càng tăng, những người ở Anh đi nghỉ ở Tây Ban Nha sẽ phải cách ly hai tuần khi trở về kể từ thứ Bảy 25.7. (FAZ)
  - Hơn 150 chuyên gia y tế, nhà khoa học và một số thành phần xã hội khác đã cùng ký vào một lá thư kêu gọi các nhà lãnh đạo chính trị của Mỹ áp lệnh phong tỏa toàn quốc để chống dịch. Tính đến sáng 26-7 trong vòng 24 giờ qua, Mỹ ghi nhận thêm 68.212 ca mắc COVID-19 mới, số ca tử vong cũng tăng thêm 1.067 ca. (Tuổi Trẻ)
  - Mỹ vừa thông báo sẽ không nhận thêm bất kỳ sinh viên nước ngoài nào đăng ký các khóa học hoàn toàn trực tuyến, sau khi hủy kế hoạch buộc hàng chục ngàn du học sinh nước ngoài về nước nếu chỉ học trực tuyến vào mùa thu năm nay. (Tuổi Trẻ)
- Biểu tình George Floyd
  - Một thẩm phán vùng đã từ chối đơn kiện của Tiểu bang Oregon để ngăn các nhân viên an ninh liên bang bắt giữ những người tham gia các cuộc biểu tình vào ban đêm trong thành phố, vì cho là nhà nước không có đủ thẩm quyền thay mặt người biểu tình để kiện. (Zeit)
  - Thẩm phán liên bang Michael Simon phán quyết rằng các nhân viên an ninh không được bắt giữ hoặc sử dụng bạo lực chống lại các phóng viên hay các nhà quan sát của các nhóm nhân quyền trong các cuộc biểu tình ở thành phố lớn nhất bang Oregon, Portland. Họ được miễn lệnh của cảnh sát giải tán cuộc biểu tình. (Zeit)

## Thứ 2 ngày 27
- Đại dịch COVID-19
  - Một người đàn ông làm việc tại một công ty hải sản ở Đại Liên bất ngờ mắc COVID-19, kết thúc 111 ngày không có ca nhiễm tại thành phố này. Cả thành phố bước vào 'trạng thái thời chiến', gấp rút xét nghiệm hơn 6 triệu dân. (Tuổi Trẻ)
  - Dịch bệnh COVID-19 tính tới ngày 10.7 theo thống kê của Công ty Yelp đã làm 26.160 nhà hàng tại Mỹ phải đóng cửa, trong đó có 15.770 nhà hàng phải đóng cửa vĩnh viễn vì không thể trụ nổi. (Tuổi Trẻ), (ABC)
- Trả lời phỏng vấn báo Rheinische Post đăng ngày 27-7, Ngoại trưởng Đức Heiko Maas khẳng định Đức đã bác đề xuất của Tổng thống Mỹ Donald Trump về việc mời Nga trở lại nhóm G7. (Tuổi Trẻ)

## Thứ 3 ngày 28
- Cựu Thủ tướng Najib Razak bị xử 12 năm tù giam, đồng thời bị phạt 210 triệu ringgit – tương đương với 49.40 triệu USD, về tội lạm dụng quyền hành liên quan tới vụ bê bối tài chính tại quỹ phát triển quốc gia 1MDB. Ngoài ra, ông Najib còn bị kết tội về 3 tội danh lạm dụng tín nhiệm và 3 tội rửa tiền vì đã chiếm đoạt gần 10 triệu USD từ một công ty con của Quỹ 1MDB. (VOA)
- Tranh chấp chủ quyền Biển Đông
  - Giải thích lý do Manila không theo đuổi thực thi phán quyết của Tòa Trọng tài Thường trực (PCA) năm 2016, trong đó khẳng định yêu sách "Đường chín đoạn" mà Bắc Kinh đơn phương vẽ ra trên Biển Đông là không có cơ sở, Tổng thống Duterte thừa nhận ông bất lực trong vấn đề này, vì không muốn có chiến tranh với Trung Quốc. (vnExpress)
- Đại dịch COVID-19
  - Đà Nẵng sẽ phải thực hiện giãn cách xã hội theo Chỉ thị 19 của Thủ tướng Chính phủ thực hiện các biện pháp phòng chống dịch COVID-19 áp dụng từ 0h ngày 28-7-2020 ít nhất trong 14 ngày. Tuy nhiên, tại những điểm là ổ dịch thì thực hiện theo tinh thần của Chỉ thị 16/CT-Ttg. (Tuổi Trẻ), (RFI), (VOA)
  - Các nhân viên y tế thuộc một mạng lưới nghiệp đoàn gồm khoảng 40 tổ chức với hơn một triệu thành viên hôm qua, 26/07/2020, đã đệ đơn kiện tổng thống Jair Bolsonaro lên Tòa án Hình sự Quốc tế La Haye. Ông Bolsonaro bị cáo buộc phạm tội ác chống nhân loại, vì đã xử lý tệ hại đại dịch virus corona, làm cho trên 87.000 người chết tại Brazil. (RFI)
  - Sau một tang lễ với hơn 100 người tham dự, 47 khách trong khu vực Schwäbisch Gmünd ở Baden-Württemberg, Đức đã có kết quả dương tính với virus corona. (Spiegel)
  - Bộ Ngoại giao Đức khuyên không nên đi 3 tỉnh của Tây Ban Nha Catalonia, Aragón và Navarra. Những nước khác cũng có vấn đề là Luxemburg, Croatia, vùng Antwerpen ở Bỉ, Các nước ngoài EU ở Châu Âu bị xếp loại nguy hiểm là Serbia, Nga, Belarus, Ukraine, Armenia, Gruzia, Aserbaidschan, Montenegro, Albania, Kosovo, Bosnia-Herzegowina, North Mazedonia, Cộng hòa Moldau cũng như Thổ Nhĩ Kỳ. (Spiegel), (Welt)
- Luật an ninh quốc gia Hồng Kông
  - Nối gót một số nước phương Tây khác, New Zealand đã thông báo sẽ ngừng hiệp ước dẫn độ với Hong Kong vì không còn tin tưởng hệ thống tư pháp của Hong Kong đủ độc lập với Trung Quốc. (Tuổi Trẻ)
- Biểu tình George Floyd
  - Thị trưởng 6 thành phố gồm Portland, Chicago, Seattle, Albuquerque, Kansas và thủ đô Washington ngày 27/7 viết thư gửi lãnh đạo Thượng viện và Hạ viện Mỹ kêu gọi ra luật ngăn Trump gởi lực lượng liên bang tới các thành phố do lo ngại leo thang căng thẳng với người biểu tình. (vnExpress)

## Thứ 4 ngày 29
- Nhật Bản sẽ đóng mới và bàn giao 6 tàu tuần tra cho Cảnh sát biển Việt Nam theo hiệp định vốn vay trị giá hơn 348 triệu USD. (vnExpress)
- Lầu Năm Góc sẽ rút 11.900 quân đồn trú ở Đức, tái bố trí một phần sang Italy và Bỉ..Trong số 34.500 nhân viên quân sự Mỹ ở Đức, khoảng 6.400 người sẽ được điều về nước trong khi gần 5.600 người sẽ được chuyển đến các nước NATO khác (vnExpress)
- Lần đầu tiên Huawei đã trở thành số một trên thị trường điện thoại thông minh - bất chấp lệnh trừng phạt của Mỹ. Công ty Trung Quốc được hưởng lợi từ vị thế vững chắc của mình tại thị trường quê nhà trong quý II năm 2020, trong khi doanh số tại hãng dẫn đầu thị trường lâu năm Samsung giảm mạnh trong cuộc khủng hoảng corona. (Spiegel)
- Giao tranh Trung Quốc–Ấn Độ 2020
  - Ấn Độ tiếp tục mở rộng lệnh cấm với 47 ứng dụng Trung Quốc, không lâu sau thông báo chặn 59 ứng dụng khác như TikTok, WeChat. (vnExpress)
- Biểu tình George Floyd
  - Hơn 100 cơ quan cảnh sát rút khỏi thỏa thuận bảo vệ hội nghị quốc gia đảng Dân chủ tháng tới ở Milwaukee, sau khi Ủy ban Cảnh sát và Cứu hỏa Milwaukee yêu cầu thay đổi chính sách của sở cảnh sát thành phố nhằm hạn chế dùng đạn hơi cay và bình xịt hơi cay để kiểm soát đám đông. (vnExpress)
- Đại dịch COVID-19
  - Mỹ ghi nhận hơn 1.200 người chết vì Covid-19 trong 24 giờ qua, mức cao nhất từ tháng 5, khi nhiều bang báo cáo số ca tử vong kỷ lục. Mỹ hiện ghi nhận hơn 150.000 người tử vong vì Covid-19 trên tổng số hơn 4,4 triệu ca nhiễm. (vnExpress)
  - Tổng thống Mỹ Donald Trump một lần nữa bảo vệ quan điểm sử dụng hydroxychloroquine để điều trị virus corona, điều mâu thuẫn với lời khuyên của các chuyên gia y tế làm việc cho ông. Ông Trump cho rằng thuốc trị sốt rét bị loại khỏi việc điều trị Covid-19 chỉ vì ông đã gợi ý dùng nó. (BBC)
  - Nga có thể sẽ cho phép sử dụng vắc-xin coronavirus đầu tiên trên thế giới. Vắc-xin được phát triển bởi Viện Gamalei ở Moscow, hạn định là sẽ phê duyệt trước ngày 10 tháng 8. CNN cho là nó vẫn trong giai đoạn 2. Hiện thời chỉ có năm loại vắc xin trong giai đoạn 3 với hàng ngàn người thử nghiệm. (n-tv)
  - Hai quận Cầu Giấy và Nam Từ Liêm, Hà Nội đồng loạt thiết lập điểm kiểm soát y tế, phun khử trùng tại hai khu vực 106 Trần Thái Tông và ngách 26, ngõ 230 Mễ Trì Thượng khi có ca nghi nghiễm COVID-19 liên quan đến hai địa chỉ này. (Tuổi Trẻ)
  - Sở Y tế TP.HCM đề nghị Bệnh viện Quốc tế City theo dõi sức khỏe những nhân viên y tế có tiếp xúc trực tiếp với người bệnh nghi ngờ nhiễm COVID-19, bên cạnh việc tạm ngưng tiếp nhận bệnh nhân, trong khi chờ đợi kết quả xét nghiệm của 2 trường hợp nghi nhiễm COVID-19. (Tuổi Trẻ)

## Thứ 5 ngày 30
- Hai tập đoàn năng lượng hàng đầu Việt Nam và công ty dầu khí ExxonMobil của Mỹ chuẩn bị hoàn thành đàm phán hợp đồng bán khí từ mỏ Cá Voi Xanh (Blue Whale), dự án năng lượng ngoài khơi lớn nhất của Việt Nam từng được cho là gặp khó khăn trước sức ép của Trung Quốc. (VOA)
- Đức trở thành mục tiêu chính trong chiến lược can thiệp và gây ảnh hưởng của hai nước Nga và Trung Quốc. Theo nghiên cứu được Viện Royal United Service Institute (RUSI) của Anh, được công bố ngày 29/07/2020, nền kinh tế hàng đầu châu Âu đang « trên tuyến đầu của một cuộc chiến tranh lạnh mới ». (RFI)
- Theo viện thống kê liên bang Đức trong năm 2019 có tới 40.400 gái mãi dâm đã đăng ký. Theo đó, 2170 nhà thổ được cấp giấy phép, 35% gái mãi dâm có quốc tịch Romania, 11% từ Bulgaria và 8 % là từ Hungary. 7700 gái điếm (19 Prozent) có quốc tịch Đức. (Spiegel)
- Belarus cho biết, đã bắt giữ hàng chục lính đánh thuê Nga sau khi nhận được thông tin rằng hơn 200 chiến sĩ Nga đã vào nước này để gây bất ổn trước cuộc bầu cử tổng thống. (aljazeera)
- Tướng 3 sao Mỹ cảnh báo các tàu cá Trung Quốc, dưới sự hộ tống của hải cảnh và hải quân Trung Quốc, sẽ ồ ạt tiến vào vùng biển Senkaku sau khi lệnh cấm đánh bắt cá do Bắc Kinh đơn phương áp đặt hết hiệu lực và cam kết sẽ giúp Nhật Bản giải quyết chuyện này. (Tuổi Trẻ)
- Nỗ lực đưa người vào vị trí quyền tổng giám đốc Tổ chức Thương mại thế giới (WTO) của Mỹ đã bị Trung Quốc và châu Âu chặn đứng. Những tranh cãi căng thẳng giữa hai bên có nguy cơ khiến vị trí này bị bỏ trống sau tháng 8 tới. (Tuổi Trẻ)
- Đại dịch COVID-19
  - Cố vấn y tế Nhà Trắng, tiến sĩ Anthony Fauci cảnh báo trẻ em trên 9 tuổi có thể lây lan nCoV như người lớn, kêu gọi cân nhắc việc tái mở cửa các trường học. (vnExpress)
  - Lãnh đạo Quảng Nam ra quyết định cách ly xã hội theo chỉ thị 16 toàn thành phố Hội An, từ 0h ngày 31/7 đến 14/8. Người dân Hội An được yêu cầu ở nhà, chỉ ra ngoài trong trường hợp thật sự cần thiết như mua lương thực, thực phẩm, dược phẩm và hàng hóa, dịch vụ thiết yếu khác.  (vnExpress)
  - Nhật Bản sẽ dỡ lệnh cấm tái nhập cảnh từ với những người nước ngoài có giấy phép cư trú tại quốc gia này, bắt đầu từ tuần tới. Gần 90.000 người nước ngoài có giấy phép cư trú, bao gồm sinh viên, người làm ăn và thực tập sinh, đang mắc kẹt ngoài Nhật Bản sau khi chính quyền ban lệnh cấm nhập cảnh với hơn 100 quốc gia để đối phó Covid-19. (vnExpress)
- Luật an ninh quốc gia Hồng Kông
  - Cảnh sát Hong Kong bắt 4 sinh viên theo luật an ninh mới, do những người này liên quan tới một nhóm ủng hộ độc lập cho đặc khu. Họ đều là học sinh, sinh viên từ 16 đến 21 tuổi. (vnExpress)
- Quan hệ Hoa Kỳ – Trung Quốc
  - Simon Saw-Teong Ang, giáo sư tại Đại học Arkansas, bị truy tố 44 tội danh, trong đó có gian lận visa và che giấu quan hệ với Trung Quốc. Cáo trạng cáo buộc Ang đã không tiết lộ quan hệ thân thiết giữa ông với các công ty Trung Quốc khi ông nhận được tài trợ của Mỹ cho các công trình nghiên cứu của mình. (vnExpress)
- Biểu tình George Floyd
  - Thống đốc Oregon ngày 29/7 cho biết chính phủ liên bang đồng ý rút lực lượng đặc nhiệm ra khỏi Portland, một bước tiến tới chấm dứt cuộc giằng co về việc sử dụng lực lượng liên bang dù Bộ An ninh Nội địa nói họ sẽ duy trì sự hiện diện cho tới khi tình hình cải thiện. (VOA)

## Thứ 6 ngày 31
- VKSND Tối cao hoàn tất cáo trạng truy tố vụ án ông Nguyễn Thành Tài (cựu phó chủ tịch UBND TP.HCM) giao đất số 8-12 đường Lê Duẩn (phường Bến Nghé, quận 1) có tổng diện tích 4896,3m2 thuộc sở hữu Nhà nước gây thất thoát 1.927 tỉ đồng. (PLO)
- Tạp chí Nhân quyền Việt Nam - tiếng nói của Ban Chỉ đạo về Nhân quyền của Chính phủ hôm nay (30/7) kỷ niệm 10 năm ra số đầu tiên. Đây là tạp chí chuyên ngành hàng đầu về quyền con người ở Việt Nam.  (VOV), (RFA)
- Liên Hiệp Châu Âu ngày 30/07/2020 lần đầu tiên ra thông báo trừng phạt 6 cá nhân 4 người Nga, 2 công dân Trung Quốc và 3 thực thể, GRU, cơ quan quân báo Nga, 1 tổ chức của Trung Quốc và 1 tổ chức của Bắc Triều, chịu trách nhiệm hay có can dự vào nhiều cuộc tấn công tin tặc được tiến hành từ Nga và Trung Quốc. (RFI), (vnExpress)
- Tổng thống Philippines Rodrigo Duterte khuyên người dân hãy khử trùng khẩu trang bằng xăng, khẳng định ông không hề đùa. (vnExpress)
- Bầu cử tổng thống Hoa Kỳ 2020
  - Tổng thống Hoa Kỳ Donald Trump vừa ra kêu gọi, nói rằng bầu cử tổng thống tháng 11 nên được tạm hoãn, vì bỏ phiếu qua bưu điện có thể tạo ra lừa đảo và kết quả sai. (BBC)
- Đại dịch COVID-19
  - Trong đợt tái bùng phát Covid-19, từ ngày 25/7 đến nay Việt Nam ghi nhận tổng cộng 93 ca nhiễm. Trong đó, Đà Nẵng 79 ca, Quảng Ngãi một ca, Quảng Nam 8 ca, Hà Nội hai ca, Đăk Lăk một ca, TP HCM hai ca. Các bệnh nhân này đều có yếu tố dịch tễ liên quan Đà Nẵng. (vnExpress)
  - Nguồn tin độc quyền của Reuters cho biết phía Mỹ tin rằng tin tặc có liên quan chính phủ Trung Quốc đã tấn công hãng dược Moderna, hãng nghiên cứu phát triển văcxin hàng đầu của Mỹ. (Tuổi Trẻ)
- Tranh chấp chủ quyền Biển Đông
  - Malaysia gửi công hàm lên Tổng thư ký Liên Hợp Quốc, bác bỏ "quyền lịch sử" liên quan đến "đường chín đoạn" Trung Quốc vẽ ra trên Biển Đông. (vnExpress)
- Chính sách ngăn chặn Trung Quốc
  - Đại sứ Trung Quốc tại Anh Lưu Hiểu Minh ngày 30-7 cảnh báo Anh sẽ "không có tương lai" nếu tách khỏi Trung Quốc, đồng thời cáo buộc London phá hoại mối quan hệ 2 nước khi cấm dùng Huawei trong hệ thống 5G của mình. Ông Lưu cũng cáo buộc Anh "đầu độc" mối quan hệ Trung - Anh khi can thiệp vào vấn đề Hong Kong. (Tuổi Trẻ)
- Luật an ninh quốc gia Hồng Kông
  - Joshua Wong nằm trong số 12 ứng viên đối lập vừa bị chính quyền Hong Kong tước quyền quyền tranh cử vào cơ quan lập pháp. Đặc khu này cho biết sẽ có động thái tương tự với các ứng viên khác trong thời gian tới. (Tuổi Trẻ)